# Radical 203
El radical 203, representado por el carácter "黑" y que significa "negro"  es 1 de los 4 radicales Kangxi (214 radicales en total) que están compuestos de 12 trazos.
En el diccionario de Kangxi hay 172 caracteres (de entre 49.030) que se pueden encontrar bajo este radical.

## Galería
| Estilos antiguos                                 | Estilos antiguos                  | Estilos antiguos                        | Estilos antiguos                   | Estilos antiguos                   | Estilos empleados actualmente       | Estilos empleados actualmente  | Estilos empleados actualmente    | Estilos empleados actualmente   | Estilos empleados actualmente  |
|                                                  |                                   |                                         |                                    |                                    |                                     | 黑                             | 黑                               |                                 |                                |
| 甲骨文 jiǎgǔwén (escritura de huesos oraculares) | 金文 jīnwén (escritura de bronce) | 简帛 jiǎnbó (escritura de bambú y seda) | 篆文 zhuànwén (escritura de sello) | 篆文 zhuànwén (escritura de sello) | 隸書 lìshū (estilo de los escribas) | 楷書 kǎishū (estilo regular)   | 楷書 kǎishū (estilo regular)     | 行書 xǐngshū (estilo corriente) | 草書 cǎoshū (estilo de hierba) |
| 甲骨文 jiǎgǔwén (escritura de huesos oraculares) | 金文 jīnwén (escritura de bronce) | 简帛 jiǎnbó (escritura de bambú y seda) | 大篆 dàzhuàn (sello grande)        | 小篆 xiǎozhuàn (sello pequeño)     | 隸書 lìshū (estilo de los escribas) | 繁體／繁体 fántǐ (tradicional) | 简体／簡體 jiǎntǐ (simplificado) | 行書 xǐngshū (estilo corriente) | 草書 cǎoshū (estilo de hierba) |

## Caracteres con el radical 203

Carácter en escritura de sello.

| trazos | carácter             |
| ------ | -------------------- |
| + 0    | 黑 黒                |
| + 3    | 黓                   |
| + 4    | 黔 黕 黖 黗 默 黙    |
| + 5    | 黚 黛 黜 黝 點       |
| + 6    | 黟 黠 黡             |
| + 7    | 黢 黣                |
| + 8    | 黤 黥 黦 黧 黨 黩 黪 |
| + 9    | 黫 黬 黭 黮 黯       |
| + 10   | 黰 黱                |
| + 11   | 黲 黳 黴             |
| + 13   | 黵                   |
| + 14   | 黶                   |
| + 15   | 黷                   |
| + 16   | 黸                   |